# Alice Keppel
Lady Alice Frederica Edmonstone (coniugata Keppel) (Strathblane, 29 aprile 1868 – Bellosguardo, 11 settembre 1947) è stata una nobildonna scozzese, amante del re Edoardo VII (trisnonno di Carlo III), ed è bisnonna della regina Camilla del Regno Unito, moglie dello stesso Carlo III.

## Biografia
Era la figlia dell'Ammiraglio della Royal Navy Sir William Edmonstone, IV Baronetto, e di Mary Elizabeth Parsons, di Woolwich Dockyard. Suo nonno era stato governatore delle Isole Ionie. 
Crebbe a Duntreath Castle, Loch Lomond. Duntreath Castle era la residenza degli Edmonstone dal XIV secolo, quando venne acquistato con le sue terre dal re Roberto III di Scozia come regalo di nozze per sua figlia Maria.

## Matrimonio
Il 1º giugno 1891, all'età di 22 anni, Alice sposò George Keppel, figlio di William Keppel, VII conte di Albemarle. La coppia ebbe due figlie:
- Violet Trefusis
- Sonia Cubitt, baronessa Ashcombe (1900-1986)

La mancanza relativa di denaro del marito portò Alice a relazionarsi con persone più ricche, al fine di stare al passo con lo stile di vita della società londinese di quei tempi. In quel periodo Alice iniziò una relazione con Ernest Beckett, II barone di Grimthorpe, secondo alcuni membri della famiglia il probabile padre biologico della prima figlia di Alice, Violet. Ebbe anche una relazione con Humphrey Sturt, II barone Alington.
Divenne una delle più belle e note hostess della società della Belle Époque. Come padrona di casa, trattò anche i suoi nemici gentilmente; era sempre al corrente del maggiore scandalo del momento, dei prezzi delle azioni e dell'ultima mossa politica. Non parlava mai male di nessuno e quasi mai perse le staffe. La figlia maggiore scrisse che «non aveva solo il dono della felicità, ma lei eccelleva nel rendere felici gli altri, assomigliava a un albero di Natale carico di regali per tutti».

## Amante reale
Nel 1898, a 29 anni, incontrò Edoardo, principe di Galles (poi Edoardo VII), erede al trono. Non passò molto tempo prima che diventasse una delle sue molte amanti, nonostante i 26 anni di differenza. Il principe ne fece subito la sua favorita e la sua amante semi-ufficiale. Visse a East Sutton, dove Edoardo le faceva visita regolarmente. Il suo rapporto con Edoardo sarebbe durato fino alla di lui morte, nel 1910. Fu una delle poche persone, nella cerchia di Edoardo VII, in grado di contrastarne gli sbalzi d'umore.
Nonostante fosse nota per le sue capacità persuasive, non riuscì a togliere al re il vizio del fumo e l'abitudine di consumare pasti eccessivi.

## Ultimi anni e morte

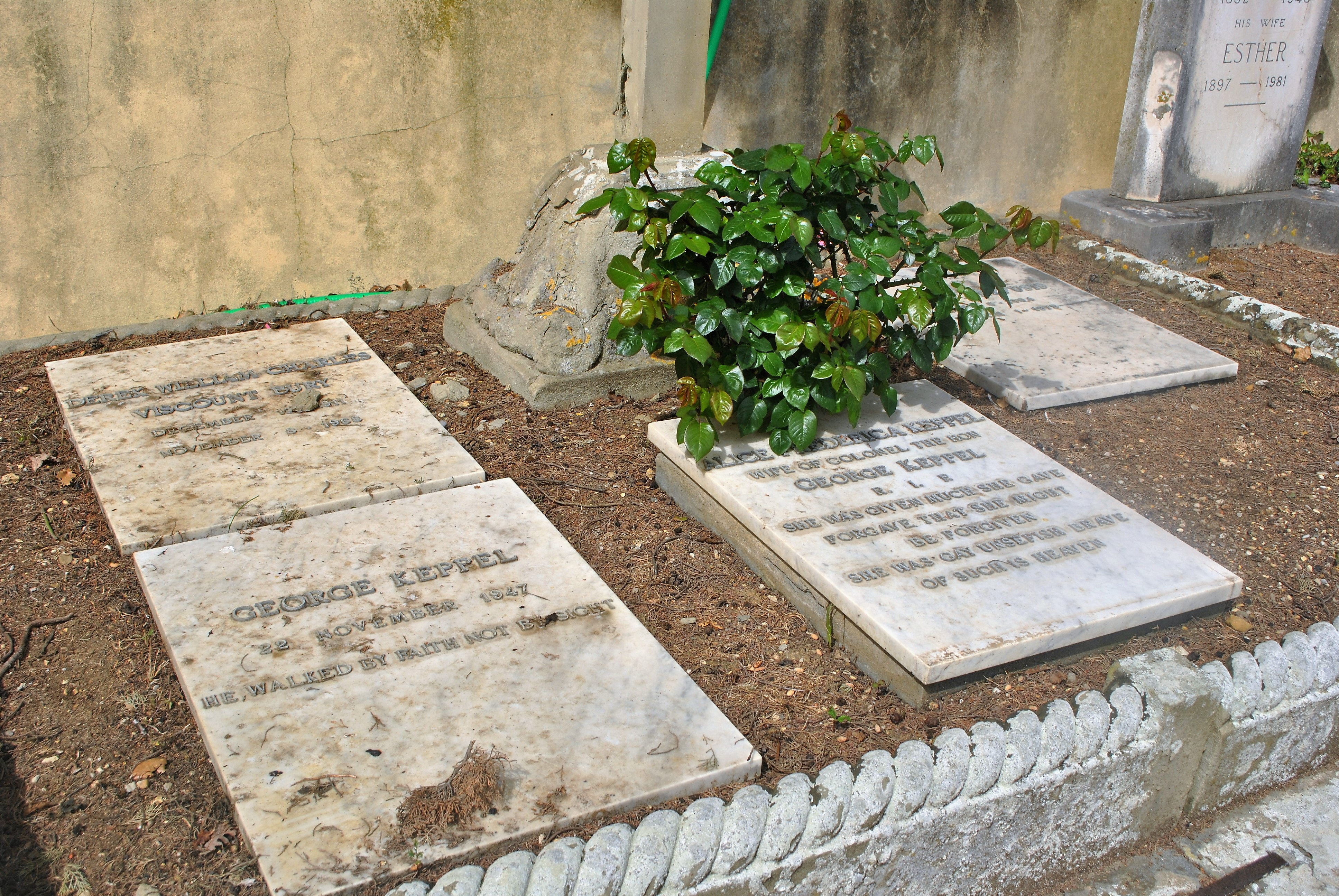
Le tombe di Alice e George Keppel al Cimitero degli Allori

Nel mese di novembre 1910, lei e il marito abbandonarono Londra per la solitudine del continente. La Keppel sosteneva che la scelta era dovuta al desiderio di assicurare alle figlie una migliore istruzione; in realtà fu per sfuggire all'improvviso sconvolgimento della sua vita dovuto alla morte del re. La famiglia trascorse due anni in viaggio in Estremo Oriente e Ceylon. Al ritorno in Gran Bretagna, i coniugi comprarono una nuova casa a Londra. Tuttavia ben presto si trasferirono in Italia e comprarono Villa dell'Ombrellino, a Firenze, dove vissero per il resto della loro vita. La villa era stata la casa dello scienziato Galileo Galilei, del poeta Ugo Foscolo e dello studioso Charles Eliot Norton.
L'11 settembre 1947, due mesi dopo la nascita della pronipote, Camilla Shand, Alice Keppel morì di cirrosi epatica. George Keppel la seguì nella tomba nel giro di alcune settimane; è stato detto che non riusciva a vivere senza di lei. Erano sposati da 56 anni.